# Jesse V. Johnson
Jesse V. Johnson (Winchester, 1971. november 29. –) brit filmrendező, forgatókönyvíró és kaszkadőr-szakértő.
Johnson elsősorban akciófilmeket készít. Ezek közé tartozik a 2009-es The Butcher (A hentes) című
thriller és a Charlie Valentine című bűnügyi dráma. Scott Adkins színésszel és harcművésszel való együttműködéséről is ismert.
Mielőtt filmrendező lett, kaszkadőrként, majd kaszkadőrszakértőként dolgozott. Kaszkadőrként többek között a következő filmeket jegyzi: Mission: Impossible III, Charlie angyalai, Támad a Mars!, A majmok bolygója, Csillagközi invázió, Világok harca, Total Recall – Az emlékmás, Az őrület határán és a Terminátor 3. – A gépek lázadása.

## Filmográfia
| Év   | Magyar cím                  | Eredeti cím               | Feladatkör | Feladatkör |
| Év   | Magyar cím                  | Eredeti cím               | Rendező    | Író        |
| ---- | --------------------------- | ------------------------- | ---------- | ---------- |
| 1998 |                             | Death Row the Tournament  | Igen       | Igen       |
| 1999 |                             | The Doorman               | Igen       | Igen       |
| 2002 |                             | The Honorable             | Igen       | Igen       |
| 2005 | Ököljog                     | Pit Fighter               | Igen       | Igen       |
| 2007 |                             | The Last Sentinel         | Igen       | Igen       |
| 2007 | Támadás a Föld ellen        | Alien Agent               | Igen       | Nem        |
| 2008 | Az ötödik parancsolat       | The Fifth Commandment     | Igen       | Nem        |
| 2009 |                             | Charlie Valentine         | Igen       | Igen       |
| 2009 |                             | Green Street Hooligans 2  | Igen       | Nem        |
| 2009 |                             | The Butcher               | Igen       | Igen       |
| 2013 | Halálos célpont             | The Package               | Igen       | Nem        |
| 2017 | Bevadulva                   | Savage Dog                | Igen       | Igen       |
| 2017 |                             | The Beautiful Ones        | Igen       | Igen       |
| 2018 | Hullagyáros                 | Accident Man              | Igen       | Nem        |
| 2018 | Virítsd a lóvét!            | The Debt Collector        | Igen       | Igen       |
| 2019 | Véres hármas                | Triple Threat             | Igen       | Nem        |
| 2019 | A megtorlás útján           | Avengement                | Igen       | Igen       |
| 2019 | Maxx – A gyilkos düh        | The Mercenary             | Igen       | Nem        |
| 2020 | Virítsd a lóvét! 2.         | The Debt Collector 2      | Igen       | Igen       |
| 2021 |                             | Hell Hath No Fury         | Igen       | Nem        |
| 2022 | Fehér elefánt               | White Elephant            | Igen       | Igen       |
| 2023 | Amerikai kopó               | One Ranger                | Igen       | Igen       |
| 2023 | Boudica: A háború istennője | Boudica: The Queen of War | Igen       | Igen       |
| 2024 | A kiküldetés                | Chief of Station          | Igen       | Nem        |

## Fordítás
- Ez a szócikk részben vagy egészben  a   Jesse V. Johnson című angol Wikipédia-szócikk fordításán alapul.  Az eredeti cikk szerkesztőit annak laptörténete sorolja fel. Ez a jelzés csupán a megfogalmazás eredetét és a szerzői jogokat jelzi, nem szolgál a cikkben szereplő információk forrásmegjelöléseként.